# S&P Global Ratings
S&P Global Ratings, tidigare Standard & Poor's (S&P) är ett amerikanskt kreditvärderingsinstitut. Det är en division inom McGraw-Hill-koncernen som publicerar finansiella data och analys av aktier och obligationer. S&P bedömer även kreditvärdighet, det vill säga riskerna med lån till företag och stater. Institutet är bland de tre största på sitt område, tillsammans med amerikanska Moody's Investor Services och Fitch Ratings. 

## Företagets historia
1860 utgav Henry Varnum Poor History of Railroads and Canals in the United States. I boken sammanställdes affärsinformation om järnvägsbolagen. Henry Varnum grundade sedermera företaget H.V. and H.W. Poor Co. tillsammans med sonen Henry William. Företaget utgav nya upplagor av boken.
1906 grundade Luther Lee Blake Standard Statistics Bureau. Företaget avsåg att förmedla finansinformation om företag utom järnvägsbranschen. 1941 slogs företagen samman till Standard & Poor's Corp. Företaget ingår sedan 1966 i företagsgruppen The McGraw-Hill. 2016 bytte företaget namn från Standard & Poor's till S&P Global Ratings.